# Сколецифобия
Сколецифо́бия (от др.-греч. σκώληξ — «червь» и φόβος — «страх»), вермифобия — психическое расстройство невротического спектра по типу фобии, проявляющееся в патологической боязни червей и болезней, которые они вызывают. Реже сколецифобию рассматривают как симптом в виде боязни червей и гельминтозов, разной этиологии, причём не только невротической.

## Терминология
Синонимы сколецифобии: вермифобия (от лат. vermis — «червь») и гельминтофобия (от др.-греч. ἕλμινθος — «паразитный червь»). Последнее понятие более узкое, связанное конкретно со страхом гельминтоза. 

## Классификация
В МКБ-10 сколецифо́бию отдельно не выделяют, однако существует рубрика «специфические фобии», которая включает боязнь животных, к которой её можно отнести. 
Согласно DSM-IV-TR сколециофобию стоит классифицировать, как специфическую фобию по типу боязни животных. Этот особый подтип Специфических фобий обычно начинается в детстве и продолжается у взрослых.  

## Эпидемиология
Согласно исследованиям Национального института психического здоровья частота специфических фобий 5,1—12,5%.

## Клиническая картина
Вид червя, или чего либо, похожего на него, может вызвать у больного сильнейшую тревогу. Пациенты обычно осознают, что их страх чрезмерный и беспричинный. Однако, несмотря на это, страх нарушает образ жизни больных и астенизирует их. Как и при других специфических фобиях, пациенты идут на многое, чтобы избежать действий, связанных с возможным контактом со стимулом, вызывающим страх, в конкретном случае — червями. Диапазон страха может быть от лёгкой степени, в ответ на присутствие реальных червей, до панических проявлений, спровоцированных их изображением.

## Сколецифобия как синдром
Как синдром сколецифобия и её вариант — гельминтофобия могут присутствовать при заболеваниях разного регистра: алкоголизм, психозы (БДР и шизофрения), разные заболевания невротического спектра (в том числе, обсессивно-компульсивное расстройство и ипохондрическое расстройство) и побочный эффект приёма некоторых лекарственных препаратов (ингибиторы МАО, метилфенидат). Гельминтофобия может развиться у пациентов, излеченных от реального гельминтоза. При наличии определённого преморбида (мнительность, внушаемость) возможна индуцированная гельминтофобия, после чтения соответствующей литературы (например, медицинской), изучения источников массовой информации (недобросовестная реклама средств от паразитов) или общения с авторитетным для больного человеком (например, ятрогения). Синдром может быть сопровождаться расстройствами восприятия (иллюзиями и галлюцинациями) и мышления (дерматозойный бред). Синдром в 2—2,5 раза чаще встречается у женщин. Лечение синдрома проводится совместно с основным заболеванием. В случае убеждённости в глистной инвазии необходима консультация врача-инфекциониста для её исключения.

## Наследственность
Вероятно, члены семьи пациента со специфической фобией имеют повышенный риск развития расстройства. В частности, родственники первой степени страдают специфической фобией по типу боязни животных чаще, чем население в целом.